# Raymond Mansfield
Raymond Mansfield (* 31. Oktober 1977 in Bayonne, New Jersey) ist ein US-amerikanischer Filmproduzent.
Mansfield tritt seit Mitte der 2000er Jahre als Produzent in Erscheinung. Sein Schaffen umfasst mehr als zwei Dutzend Produktionen, wobei er vor allem als Ausführender Produzent tätig ist. Er ist Mitbegründer der Filmproduktionsfirma QC Entertainment, die 2017 mit Get Out einen sowohl bei Kritikern wie beim Publikum erfolgreichen Mystery-Horror-Thriller veröffentlichte. Die Gründung der Firma erfolgte 2015. Zuvor war Mansfield an der Movie Package Company beteiligt gewesen.
Bei der Oscarverleihung 2019 war er mit Sean McKittrick, Jason Blum, Jordan Peele und Spike Lee für BlacKkKlansman für den Oscar in der Kategorie Bester Film nominiert. Hinzu kamen die Nominierung für den British Academy Film Award in der Kategorie Bester Film, eine Nominierung bei den Awards Circuit Community Awards, die Auszeichnung mit dem CinEuphoria Award und weitere Nominierungen.

## Filmografie (Auswahl)
- 2014: In the Blood
- 2018: BlacKkKlansman
- 2018: The Oath
- 2018: Zurück zu dir – Eine zweite Chance für die Liebe (Time Freak)
- 2020: Antebellum